# Femmina del porto
Femmina del porto (Lockende Gefahr) è un film drammatico del 1950, diretto da Eugen York.

## Trama
Amburgo. Uli, 14 anni, vive in un borgo di pescatori con la madre vedova. I suoi compagni lo convincono a saccheggiare una imbarcazione abbandonata nel porto ma, sorpresi dalla polizia, riescono a dileguarsi mentre Uli cerca di mettersi in salvo buttandosi in acqua. Non sa nuotare e rischierebbe di annegare se non intervenisse Jens, un uomo temuto da tutti per il suo temperamento violento, appena uscito di galera dopo una condanna per un omicidio commesso per gelosia. Jens lo fa asciugare, lo rifocilla e lo riporta a casa.

Tutta la comunità di pescatori si tiene lontana da Jens dopo la condanna, mentre Tessy, la giovane senza scrupoli che lavora come cameriera nella birreria, comincia a provare interesse per lui e  a frequentarlo. Uli invece, contro il volere della madre, si affeziona all'amico che gli ha salvato la vita, gli fa promettere che in futuro eviterà in ogni modo di incorrere nuovamente nei guai con la giustizia e che lo porterà con sé nelle prossime uscite con il peschereccio.

Kalli è un giovane che lavora con Jens, lo invidia ma al tempo stesso lo teme. Uli quindi si ritrova nell'imbarcazione con Jens e con Kalli ma, ormai in mare aperto, scopre che a bordo si è intrufolata di nascosto anche Tessy e che sottocoperta si scambia effusioni con Kalli. Kalli in realtà, d'accordo con la donna, ha un piano per eliminare Jens e riesce quasi a gettarlo in mare: i due ingaggiano una feroce colluttazione e Jens afferra un coltello ma, in seguito alle proteste di Uli che gli ricorda la promessa, lo lascia cadere e si limita a stendere Kalli con un paio di pugni ben assestati.

A terra, la madre di Uli, insieme alla gente del porto, è ansiosa per la scomparsa del figlio e teme il peggio ma, quando il peschereccio rientra, tutti si rendono conto di come siano andate davvero le cose. Da quel momento Uli avrà il permesso di lavorare con Jens e quest'ultimo, consapevole di aver finalmente imparato a dominare il suo temperamento, si sente felice di aver mantenuto la promessa fatta al suo giovane amico.

## Produzione
Il film fu girato nell'estate 1950 tra Amburgo e le acque del Mare del Nord ed ebbe in patria un buon successo, così come le due canzoni tratte dal film: il tango Warum zählen die Matrosen nachts die Sterne? (Perché i marinai di notte contano le stelle?), cantato da Liselotte Malkowsky, e il valzer lento Du kleiner Fisch im großen Meer (Tu, piccolo pesce nel grande mare) cantato da Bruce Low.